# 接·吻·高·手 ～KISS YOUR MIND～/S.O.S (Smile On Smile)
《接·吻·高·手 ～KISS YOUR MIND～/S.O.S (Smile On Smile)》（キ・ス・ウ・マ・イ 〜KISS YOUR MIND〜/S.O.S (Smile On Smile)）是傑尼斯事務所旗下日本男子團體Kis-My-Ft2的第7張單曲，於2013年3月27日由avex trax發售。

## 概要
《接·吻·高·手 ～KISS YOUR MIND～/S.O.S (Smile On Smile)》是繼《My Resistance -真實的存在-/命運女孩》後第三張2A單，與前作相隔約1個月發售。此單曲與專輯《Good向前衝！》、DVD「《YOSHIO -NEW MEMBER-》」同時發行。
此單曲有3個版本，分別有「初回生產限定盤A - B」和「通常盤」。「初回生産限定盤A」收錄了《接·吻·高·手 ～KISS YOUR MIND～》的PV、製作花絮（Making）和「glico Watering KISSMINT」的電視廣告製作花絮；「初回生産限定盤B」收錄了《S.O.S (Smile On Smile)》的PV、製作花絮（Making）和「DHC 藥用暗瘡控制系列」的電視廣告和製作花絮。「通常盤」收錄了B面曲《keep on smile》。
《接·吻·高·手 ～KISS YOUR MIND～》是glico「Watering KISSMINT」的電視廣告歌曲，《S.O.S (Smile On Smile)》是DHC「藥用暗瘡控制系列」的電視廣告歌曲。
此單曲在同年4月8日於Oricon公信榜單曲每週排行榜取得第1位。另外，與單曲同時發行的專輯《Good向前衝！》、DVD《YOSHIO -NEW MEMBER-》分別於Oricon公信榜專輯週榜、錄影帶週榜取得第1位。Kis-My-Ft2因此成為繼濱崎步和KAT-TUN後，史上第三個同時達成了三項公信榜冠軍的團體（歌手）。

## 收錄内容

### 初回生產限定盤A
CD
1. 接·吻·高·手 ～KISS YOUR MIND～
（作詞：KOMU，作曲、編曲：原一博）
2. S.O.S (Smile On Smile)
（作詞：KOMU，作曲：CHOKKAKU、Takuya Harada・Christofer Erixon、Joakim Bjornberg，編曲：CHOKKAKU）

DVD
1. 接·吻·高·手 ～KISS YOUR MIND～（MUSIC VIDEO -Story Version-）
2. 接·吻·高·手 ～KISS YOUR MIND～（MUSIC VIDEO -Dance Version-）
3. 接·吻·高·手 ～KISS YOUR MIND～（MUSIC VIDEO Making Movie）
4. glico 「Watering KISSMINT」（CM Making Movie）

### 初回生產限定盤B
CD
1. S.O.S (Smile On Smile)
2. 接·吻·高·手 ～KISS YOUR MIND～

DVD
1. S.O.S (Smile On Smile)（MUSIC VIDEO）
2. S.O.S (Smile On Smile)（MUSIC VIDEO Making Movie）
3. DHC「藥用暗瘡控制系列」（CM）
4. DHC「藥用暗瘡控制系列」（CM Making Movie）

### 通常盤
1. 接·吻·高·手 ～KISS YOUR MIND～
2. S.O.S (Smile On Smile)
3. keep on smile
（作詞：羽場仁志、ヒロイズム、Komei Kobayashi，作曲：羽場仁志、CHOKKAKU、ヒロイズム，編曲：Masaya Suzuki）

## 外部連結
- Kis-My-Ft2官方網站介紹網頁[永久]
- Johnny's net （页面存档备份，存于）